# Tenovis

Tenovis Firmenlogo 2000–2004

Tenovis (zuvor Deutsche Privat Telephon Gesellschaft, Telefonbau und Normalzeit, T&N, Telenorma und Bosch Telecom) war ein deutscher Telekommunikations-Konzern mit mehr als 5400 Beschäftigten. Er unterhielt Niederlassungen in Österreich, Belgien, Frankreich, Italien, Spanien, der Schweiz und den Niederlanden. Tenovis hatte seine Hauptverwaltung in Frankfurt am Main, das Produktportfolio bestand aus Kommunikationslösungen, darunter Telefonie, Callcenter, Business Recovery Center (Ausweichrechenzentren), Customer-Relationship-Management, Voice Messaging, Vernetzung und Dienstleistungen für Unternehmen und staatliche Behörden. Standbein des Unternehmens waren selbst entwickelte Telefonanlagen mit bis zu 32.000 Nebenstellen, sowie deren Installation, Betreuung und Vermietung.
Im November 2004 wurde Tenovis durch Avaya Inc., ein amerikanisches Telekommunikationsunternehmen, übernommen.

## Geschichte

Telefonbau und Normalzeit Logo 1935–1984

Telenorma Logo 1985–1994

### Anfänge
Ursprung des Unternehmens war die 1899 als Vermietungsfirma für Telefonanlagen in Frankfurt/Main gegründete Deutsche Privat Telephon Gesellschaft H. Fuld & Co. mit dem Markennamen Priteg in der Liebfrauenstraße 6. Der gelernte Bankkaufmann Harry Fuld gründete zusammen mit dem Uhrmachermeister Carl Lehner (1871–1969) als Kompagnon das Unternehmen. Obwohl Fuld mit seinem dürftigen, von der Mutter vorgestreckten Startkapital in der Höhe von 30.000 Mark notgedrungen ganz klein anfangen musste, legte er das Geschäft der Vermietung und Wartung privater Telefon-Nebenstellenanlagen von vornherein auf Expansion an. Ein für die damalige Zeit geradezu revolutionäres Franchising-System ermöglichte steiles Wachstum ohne zusätzlichen Kapitalbedarf.
Den Startschuss für die Expansion des privaten Telefongeschäfts gab die Reichspostverwaltung im Jahr 1900, indem sie das Verbot, Haustelefonanlagen ans Amt anzuschließen, aufhob. Fortan strömte eine Auftragsflut auf die junge Firma zu. Das neue Unternehmen, das zunächst außer den beiden Geschäftsinhabern nur zwei Monteure beschäftigt hatte, konnte zügig expandieren und eröffnete bereits im Jahr nach der Firmengründung Filialen in Köln, Mannheim, München und Nürnberg, ein Jahr später auch in Leipzig, Dresden, Hamburg, Breslau, Berlin und Straßburg. 1901 wurde die H. Fuld & Co. Telephon und Telegraphenbau GmbH als eigenständige Tochtergesellschaft für die Herstellung von Nebenstellen-Apparaten gegründet, da die ursprünglich von der Bell Company aus Antwerpen bezogenen Geräte sich als nicht sehr zuverlässig erwiesen.

### Expansion des Geschäfts
Anfang des 20. Jahrhunderts expandierte das Unternehmen rasch: 1902 bezog die Firma größere Räumlichkeiten in der Vilbelergasse 29, es waren 150 Mitarbeiter beschäftigt. 1907 wuchs die Zahl der Mitarbeiter auf 250 an, woraufhin die Firma ihren Sitz in noch größere Gebäude an der Mainzer Landstraße 193 im Frankfurter Industrie-Stadtteil Gallus verlegte. 1912 erwarb das Unternehmen wesentlich größere, neue Gebäude an der Mainzer Landstraße 136–140, dieser Firmensitz existierte bis zur Übernahme durch die Bosch Telecom GmbH 1995. 1913 entstand ein organisatorisch vom Telefongeschäft streng getrennter neuer Geschäftszweig, die Herstellung und Vermietung fernsteuerbarer, elektrischer Großuhren.

### Erster Weltkrieg und Neubeginn
Nach Ausbruch des Ersten Weltkriegs 1914 stellte die Firma kriegsbedingt abrupt auf Koppelschlösser und Kochgeschirre, später Granatzünder und Feldfernsprecher um. 1918, nach Ende des Ersten Weltkriegs, erfolgte ein Fast-Neubeginn nach starken Kriegseinwirkungen: Das Unternehmen wurde zur H. Fuld & Co. Telephon und Telegraphenwerke GmbH umgewandelt, die technische Leitung und den Vorsitz des Aufsichtsrats übernahm Carl Lehner.
1926 schloss das Unternehmen einen Lieferungsvertrag mit der Firma Friedrich Merk Telefonbau AG in München, der bis 1989 bestehen bleiben sollte. 1928 wurde die firmeneigene Elektra-Versicherungs-AG gegründet. Im selben Jahr wurde das Unternehmen in eine Aktiengesellschaft umgewandelt. Es waren nun bereits 5000 Mitarbeiter beschäftigt. 1932 übernahm Fuld & Co. die hannoversche Keimzelle der Telephon-Fabrik-Actiengesellschaft, vormals J. Berliner. Nach dem Tod von Harry Fuld im Jahr 1932 wurde die H. Fuld & Co. Telephon und Telegraphenwerke AG 1933 aufgelöst und zur neugegründeten Nationalen Telephon und Telegraphenwerke GmbH (NTT).

### Telefonbau und Normalzeit (TN)
1934 wurde aus dem Tochterunternehmen NTT die Telefonbau und Normalzeit GmbH, ein reines Fertigungsunternehmen. Im selben Jahr wurde Priteg zur Aktiengesellschaft, die als Telefonbau und Normalzeit AG geführt wurde und als Muttergesellschaft den Vertrieb weiterführte. 1935 mussten alle jüdischen Gesellschafter und fast 1500 Mitarbeiter jüdischer Herkunft das Unternehmen verlassen, um einen Boykott der öffentlichen Auftraggeber zu verhindern. Durch die Arisierung musste die AG 1937 in Telefonbau und Normalzeit Lehner & Co. umbenannt werden. Zu den bedeutendsten Aktionären zählten u. a. der Firmengründer Carl Lehner, der auch den Vorsitz des Präsidiums der Gesellschaftsvertretung übernahm, mit 28 Prozent der Anteile sowie dessen Söhne Karl Ludwig und Fritz.
Im selben Jahr wurde Meta Gadesmann, eine enge Mitarbeiterin des verstorbenen Harry Fuld und Carl Lehners, verhaftet und inhaftiert, weil man ihr nachgewiesen hatte, dass sie Gelder ins Ausland (Schweiz) verschoben hatte, um jüdischen Freunden bei der Existenzgründung im Exil zu helfen. Das Finanzministerium eröffnete gegen TN ein Verfahren wegen Steuer- und Devisenvergehen, das darauf abzielte, die Aktionäre durch die willkürliche Aufblähung von Steuerschulden zu veranlassen, das Unternehmen an die Reichspost abzutreten. Es erscheint als ein Wunder, dass TN unter diesen Umständen die NS-Zeit überhaupt als selbstständige Firma überlebte. Doch es fanden sich Freunde in der Notsituation. Der damals 81-jährige Robert Bosch, der als erfolgreicher Firmengründer Harry Fuld im Pioniergeist verbunden geblieben war, setzte sich für Frau Gadesmann ein. 1941 brachten die bekannten Industriellen Julius und Hans Thyssen Gesellschafterkapital in das angeschlagene Unternehmen ein, so dass dieses seine Steuerschulden abtragen konnte. Im selben Jahr übernahm Thyssen-Mann Friedrich Sperl die Geschäftsführung bis zu seinem Ausscheiden aus dem Unternehmen Ende 1965.
Im Mai 1944 sind die beiden Frankfurter Werke in der Mainzer Landstraße und in der Kleyerstraße  bei Luftangriffen bis auf die ausgebrannten Baukörper völlig zerstört worden. Lediglich der erst in den Kriegsjahren aufgebaute Betrieb in Urberach war so gut wie unbeschädigt aus den Kampfhandlungen hervorgegangen. Man erwog daher 1945 sehr ernsthaft, ob es nicht klüger sei, sich auf den weiteren Ausbau dieses neuen Werkes zu beschränken und Frankfurt als Produktionsstätte ganz aufzugeben. Was damals noch als Ausweichbetrieb in der Stadt in den unterirdischen Kellergewölben eines Gebäudes am Hainer Weg ein kümmerliches Dasein fristete, war in der Tat nicht dazu angetan, große Hoffnungen zu wecken. Schließlich entschloss sich die Geschäftsleitung doch, am Sitz des Unternehmens in Frankfurt festzuhalten, was sich als die richtige Entscheidung erwies.
Die Firma erlebte nach dem Kriegsende einen raschen Aufschwung, der sich nach der Währungsreform verstärkte. 1950 erlangten die Erben Fulds ihre verlorenen Rechte zurück, ein Jahr später schied Carl Lehner aus dem Unternehmen aus. 1965 beschäftigte die Vertriebsgesellschaft Telefonbau und Normalzeit Lehner & Co. 6300 Mitarbeiter, die von Carl Lehners Sohn Fritz geleitete Produktionsgesellschaft TN GmbH sogar 7200 Personen. Obwohl das Unternehmen einen Stamm von 150.000 Miet- und Wartungskunden besaß, viele Werksniederlassungen in größeren deutschen Städten präsent waren und sich der Umsatz der 500-Millionen-DM-Marke näherte, stimmte die Gesellschafterversammlung im Mai 1968 einer 15-prozentigen Beteiligung von AEG-Telefunken zu, um das für die Umstellung von elektromechanischer zu elektronischer Vermittlung erforderliche Kapital aufzubringen.
Der Namensteil Telefonbau ist eine Beschreibung in erster Linie für die Herstellung von Nebenstellen-Anlagen in jeder Größe für Firmen, Behörden etc. Es wurden auch Fernsprechapparate für die Reichspost hergestellt, wie beispielsweise die Serie „Frankfurt“ von 1928 oder die Serie „Maingau I“ von 1935. Das Unternehmen baute für die Reichspost, ab 1951 für die Bundespost Vermittlungsstellen (Selbstwahl-„Ämter“).
Normalzeit steht für die Versorgung der Reichsbahn mit der Normalzeit für die Bahnhofsuhren. Der zentrale Normalzeitgeber stand damals ganz in der Nähe vom Werk II des Unternehmens an der Ackermannstraße in Frankfurt am Main. Es war der Vorläufer der heutigen Atomuhren der PTB in Braunschweig. TN hielt zahlreiche Patente, u. a. auch für den 40 Jahre lang gebauten Fallwähler, der durch ein Gewicht während der Wahl impulsweise nach unten fiel und nach Verbindungsende mit einem Motor wieder aufgezogen wurde. Bereits 1902 entwickelte Carl Lehner den Druckknopf-Linienwähler für die Reihenschaltung von Nebenstellen-Telefonen.
Im Jahr 1948 nahm man die Fernsprechapparate-Herstellung mit der Fertigung des „Maingau III“ wieder auf. TN beteiligte sich im Gegensatz zu anderen Telefonbaufirmen in Westdeutschland nicht an der Herstellung des W48, dem Standardfernsprecher der Deutschen Bundespost. Ab 1952 entstanden die weit verbreiteten, erfolgreichen Nebenstellenapparate der Serie „Europa“ (Modell EI), für deren Design Arno Kersting verantwortlich war. Die folgenden Jahre wurden überwiegend Nebenstellenapparate produziert.
Bis zur Überführung in die VEB RFT Anlagenbau zum 1. Januar 1950 bestand nach Kriegsende auch in der DDR die Fa. Telefonbau und Normalzeit, Lehner & Co. Ebenso gab es im Saarland bis 1962 aufgrund der vorherigen wirtschaftlichen Zugehörigkeit zu Frankreich die Besonderheit, dass dort die Firma noch den einst ursprünglichen Namen Priteg (Privat-Telefon-Gesellschaft m.b.H.) trug.
„Telefonbau und Normalzeit“ präsentierte nach dem II. Weltkrieg eine große Produktpalette – von Postfrankiermaschinen und Fernschreibvermittlungen über Gefahrenmeldeanlagen, Lichtruf- und Personensuchanlagen, Datenerfassungs- und Übertragungsanlagen bis hin zu Anzeigetafeln in Sportarenen und verschiedene Arten von Verkaufsautomaten. Das Kerngeschäft aber blieb die Produktion von Telefonen bzw. Telefonanlagen und die Herstellung von Uhren bzw. von zentral gesteuerten Zeitdienstsystemen mit Haupt- und Nebenuhren z. B. für den öffentlichen Verkehr in den Großstädten und den Eisenbahnverkehr, Schulen und andere öffentliche Gebäude, Firmen, Hörfunk- und TV-Studios. Bis in die Gegenwart findet man an öffentlichen Stellen vereinzelt noch TN-Uhren, meist mit dem Telenorma-Logo.

### Telenorma
1981 erfolgte die Gründung der Telenorma oHG, an der die Robert Bosch GmbH 75,5 % und die AEG-Telefunken AG 24,5 % der Unternehmensanteile erhielten. AEG-Telefunken war zuvor mit 24,5 % an der TN Lehner & Co. beteiligt, diese Anteile gingen nun an die Telenorma Beteiligungsgesellschaft m.b.H. über.
1980 hatte TN einem Umsatz von über 1½ Milliarden DM; weltweit wurde der höchste Personalstand von etwa 18.000 Mitarbeiter erreicht. Die TN Lehner & Co und die Telefonbau und Normalzeit GmbH firmierten nun mit dem Zusatz Telenorma.

Die Anzeigetafeln im Börsensaal der Frankfurter Börse stammen von Telenorma; die auch heute noch verwendete Technologie der „bistabilen Anzeigeelemente“ stammt aus dem Jahr 1988.

Diverse Telenorma-Produkte
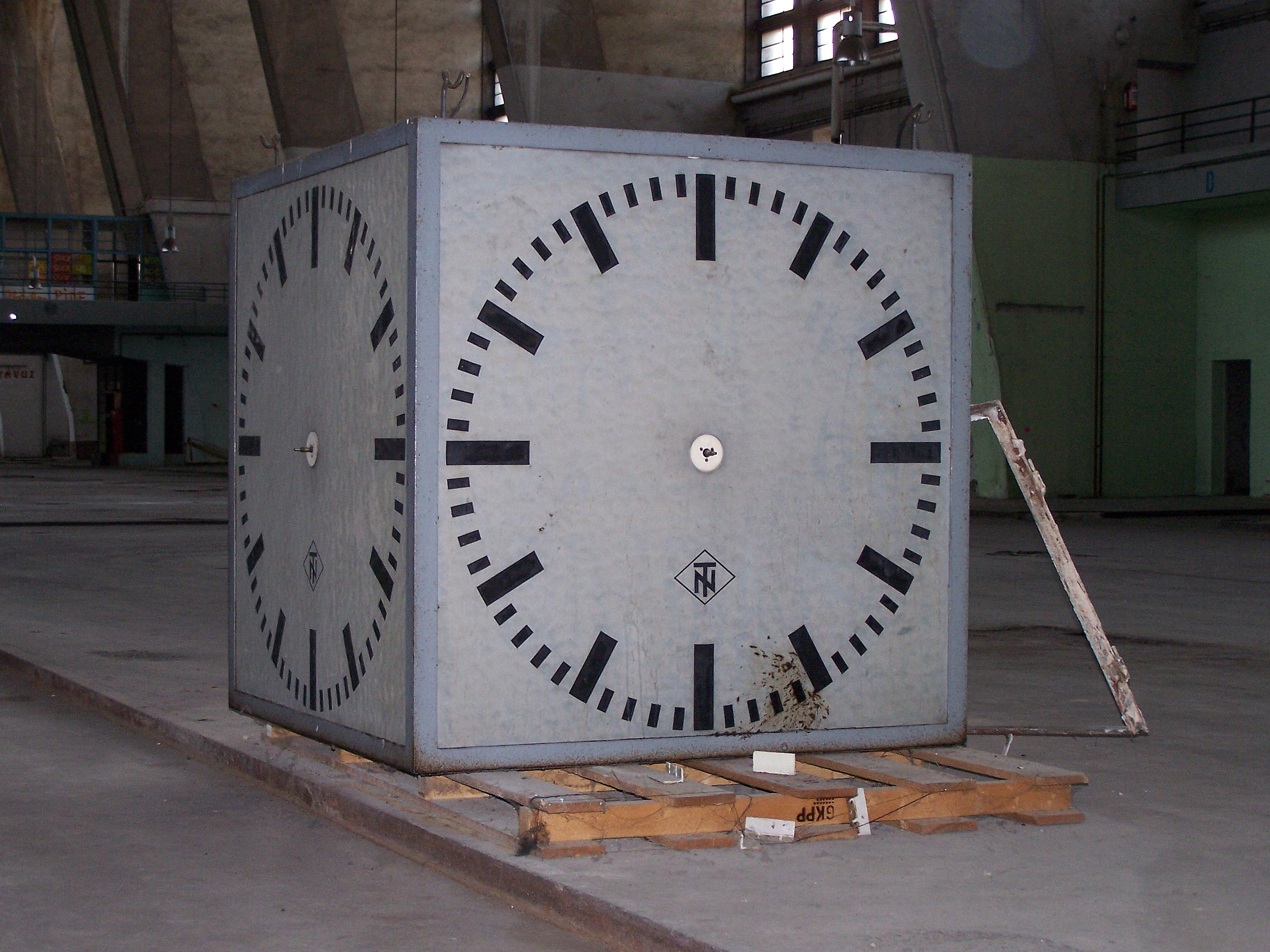
Uhr von TN in der Großmarkthalle in Frankfurt am Main kurz nach der Demontage
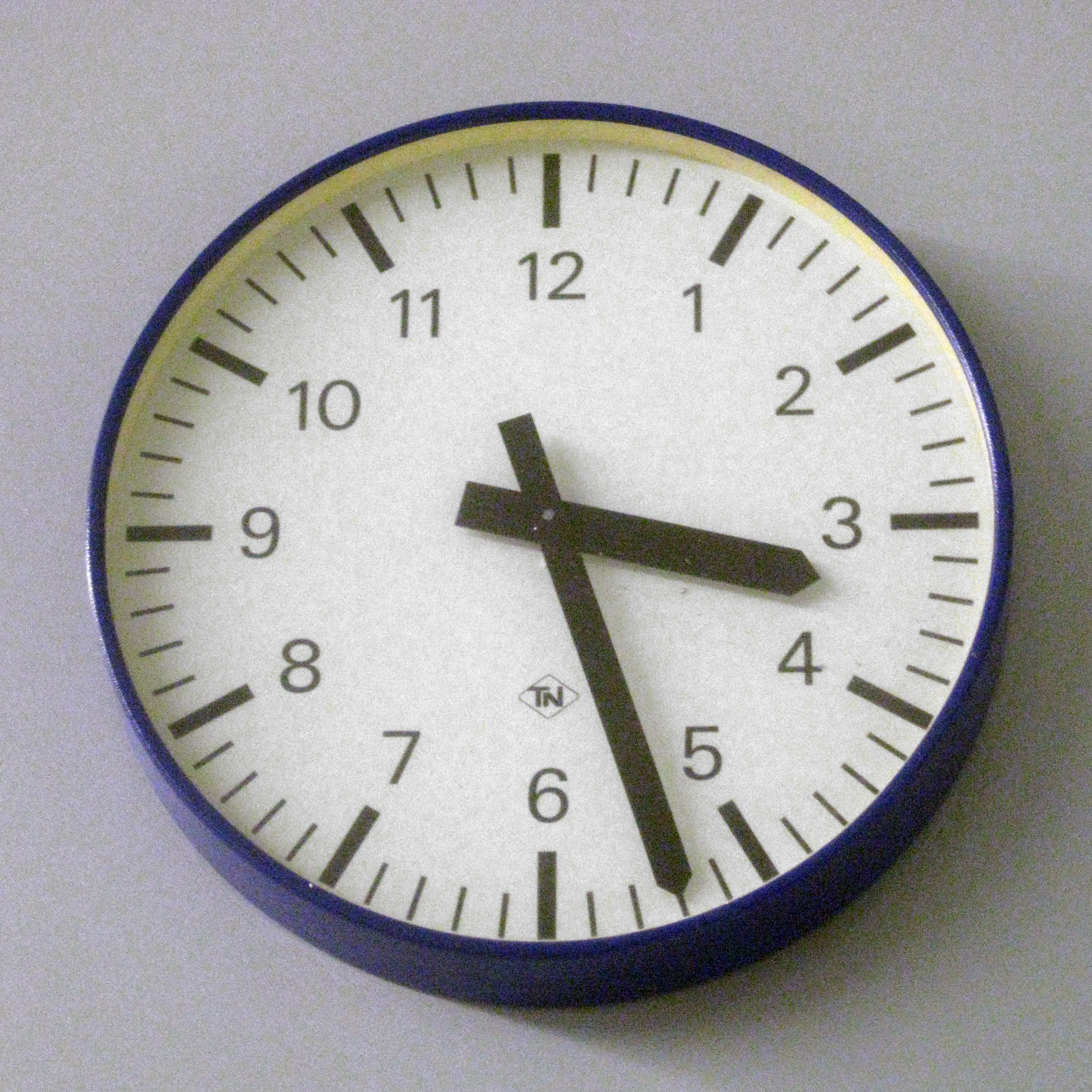
Telenorma-Wanduhr im Terminal 2 des Frankfurter Flughafens, im FAG-Design
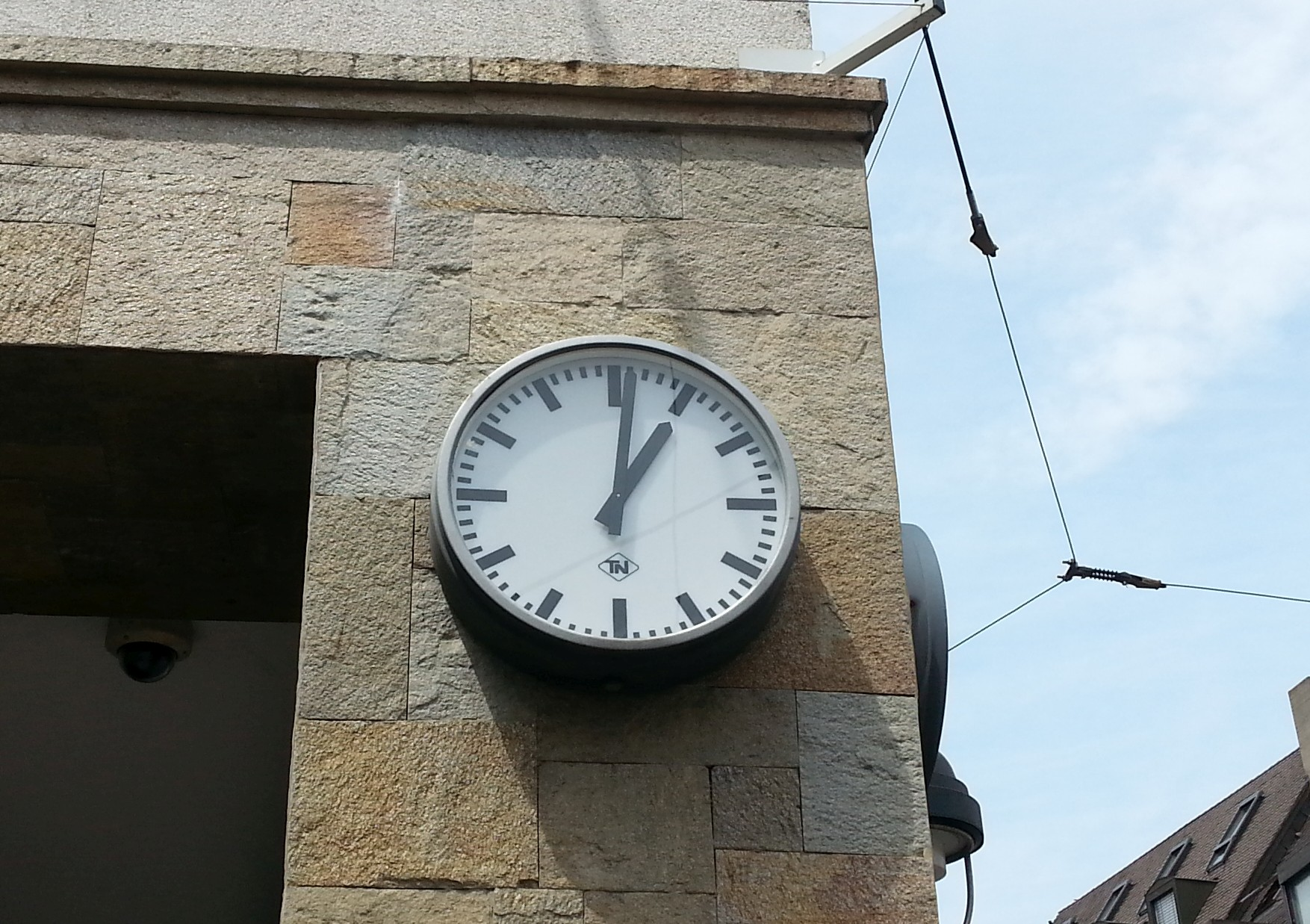
Telenorma-Wanduhr in Freiburg im Breisgau am Bertoldsbrunnen Stadtmitte, Bild vom Mai 2018
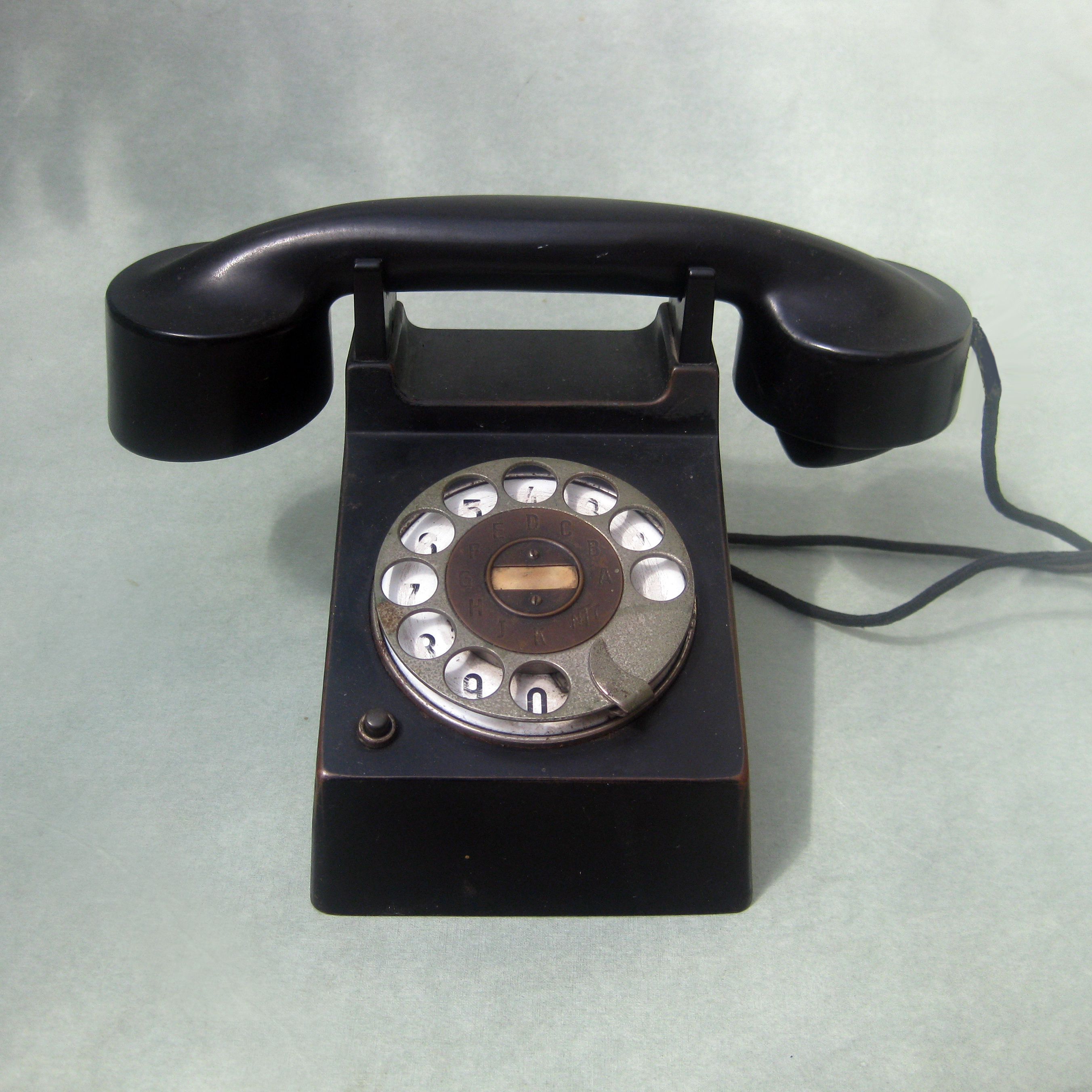
Wählapparat der Modell Linie „Frankfurt“ von 1928
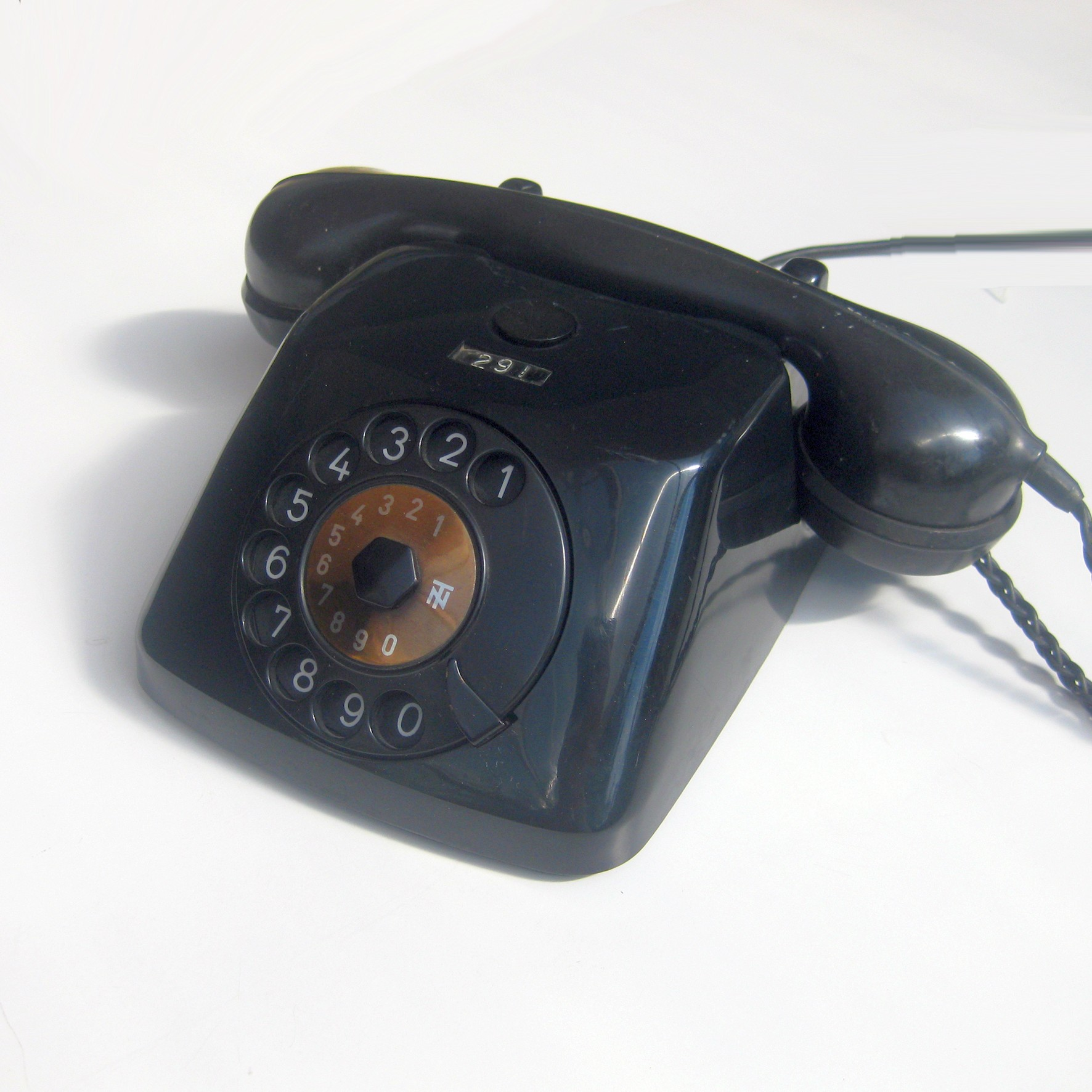
Fernsprechapparat der Serie Europa „Modell E“ von 1952, entworfen von Arno Kersting
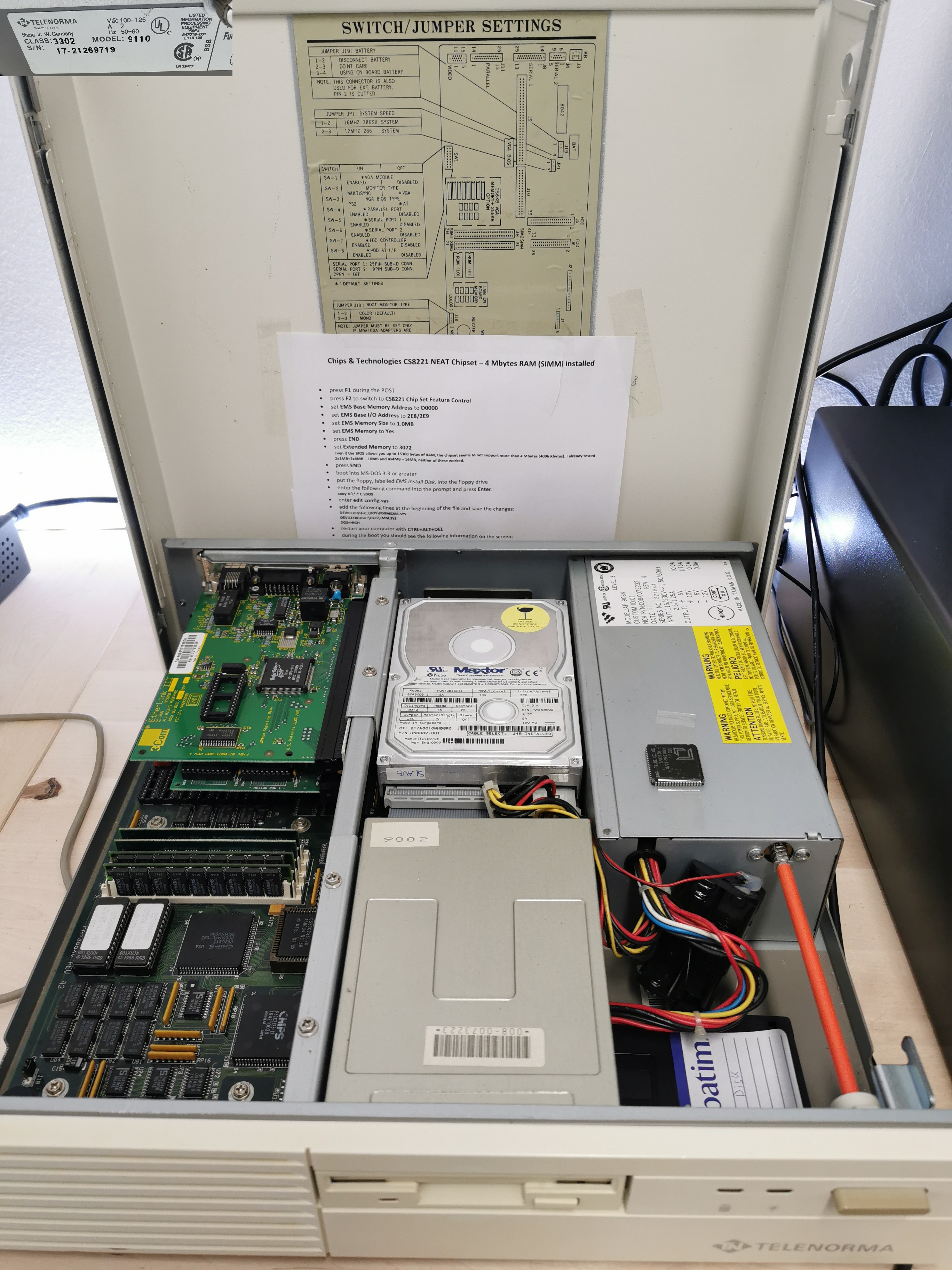
Das Telenorma Modell 9110 war ein NCR-OEM-Computer mit Intel 286- oder 386-Prozessor und NEAT-Chipsatz.

### Bosch Telenorma
1989 wurde die Telenorma TN Lehner & Co. und die Telenorma TN GmbH als Telenorma GmbH in die Bosch Telecom GmbH eingegliedert. Ab 1992 firmierten die Telenorma GmbH unter dem Namen „Bosch Telenorma“, und 1994 wurde die Telenorma GmbH aufgelöst, danach zusammen mit der Firma Friedrich Merk Telefonbau GmbH in die Bosch Telecom GmbH integriert. Die Gebäude an der Mainzer Landstraße 136–140 wurden abgerissen, Ruinenreste sah man bis ins Jahr 2009 an der Europa-Allee. Bis 2018 blieb das Gelände unbebaut. Danach sollen dort bis 2021 Wohnungen und Büros sowie ein Hotel, ein Supermarkt, eine Kindertagesstätte samt dazugehöriger Tiefgarage entstehen.

### Tenovis
Bereits 1999 verkaufte die Bosch Telecom GmbH den Geschäftsbereich „Öffentliche Netze“ an das britische Unternehmen Marconi Company. Im April 2000 wurden die Bereiche „Private Netze“ und „Endgeräte“ für 400 Millionen US-Dollar an die Private-Equity-Gesellschaft Kohlberg Kravis Roberts & Co. (KKR) verkauft. Diese Bereiche beschäftigten damals 9000 Mitarbeiter und nach dem Verkauf wurde das Unternehmen „Tenovis“ gegründet. Der Bereich Sicherheitstechnik dagegen blieb als Bosch Sicherheitssysteme GmbH bis heute im Bosch-Konzern.
Tenovis erwirtschaftete 2002 mit 6000 Beschäftigten einen Umsatz von 950 Millionen Euro, 2003 erzielte Tenovis mit 5500 Beschäftigten 890 Millionen Euro Umsatz. Nach erheblichem Personalabbau und dem Verkauf der Produktionsstätten wurde Tenovis im November 2004 für 635 Millionen US-Dollar von dem amerikanischen Telekommunikations-Unternehmen Avaya übernommen. Tenovis beschäftigte zu diesem Zeitpunkt europaweit 5400 Mitarbeiter. Insgesamt hatte Kohlberg Kravis Roberts & Co. 40 % der Mitarbeiter abgebaut, verantwortlicher Manager in der Umstrukturierung war Péter Záboji.

### Avaya

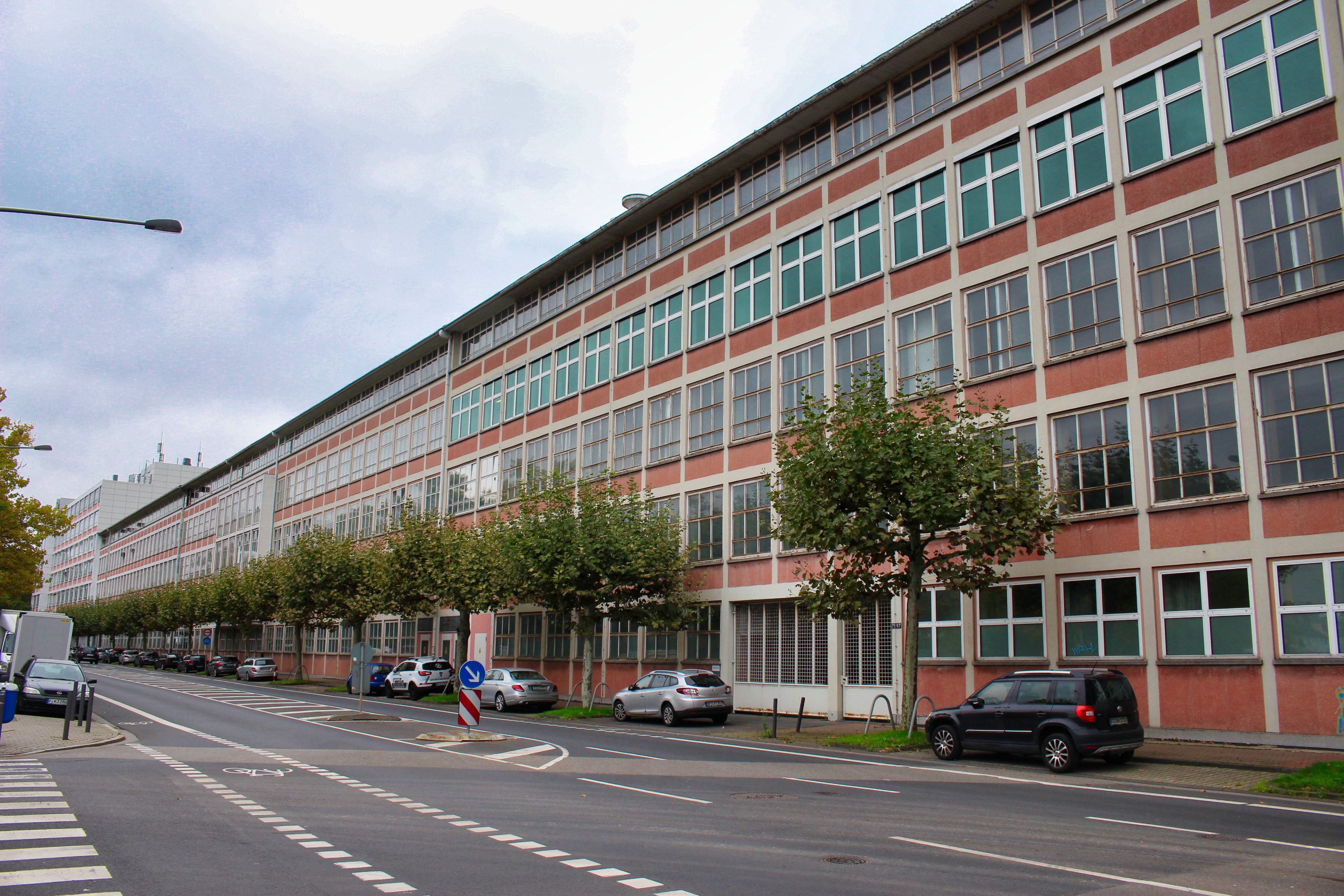
Ehemaliges Werk II von Telefonbau und Normalzeit, Kleyerstraße

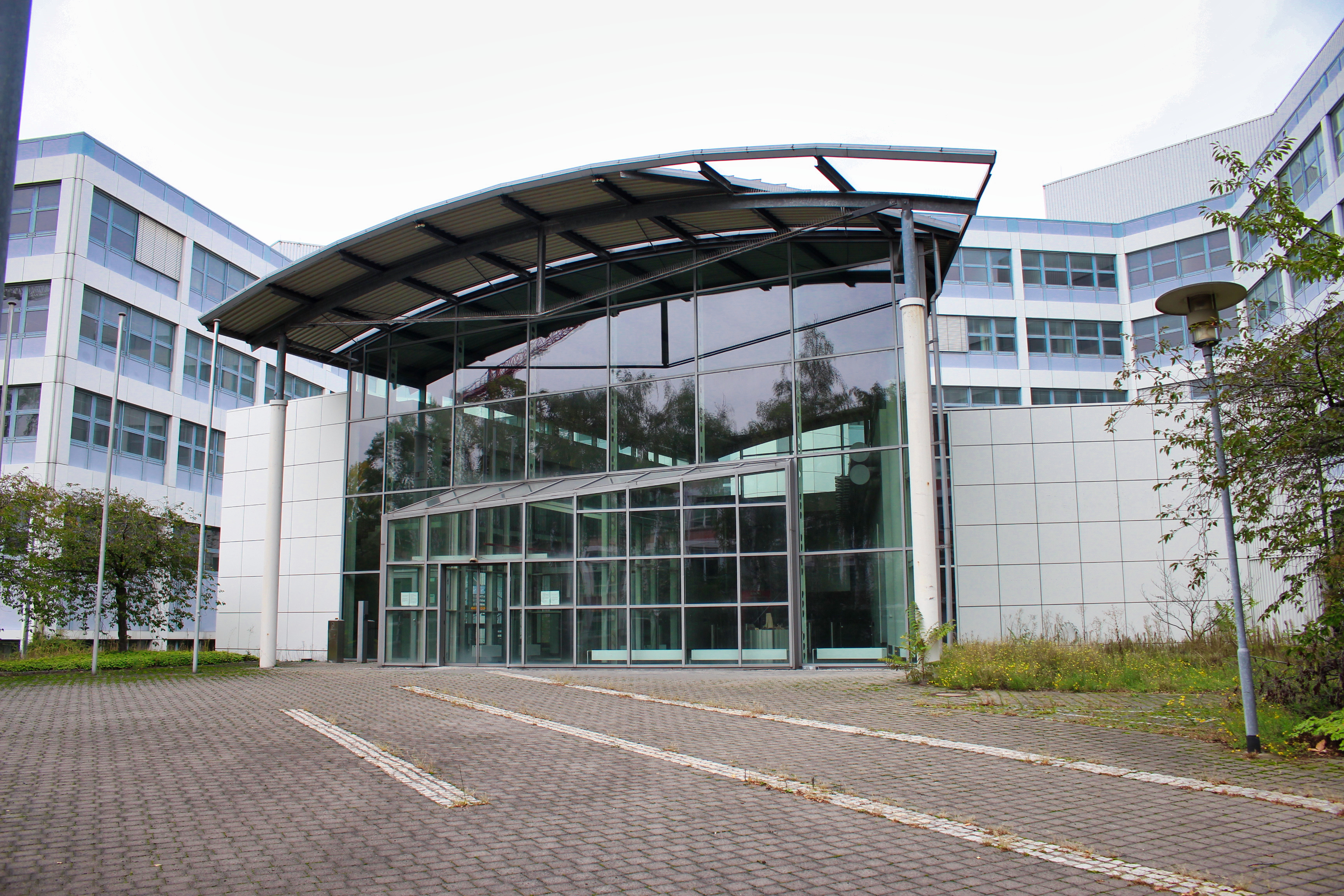
Ehemalige Deutschlandzentrale von Avaya, Kleyerstraße, leerstehend, kurz vor dem Abriss

Das Unternehmen firmierte nach der Übernahme im deutschsprachigen Raum als Avaya-Tenovis, im April 2006 wurde die Firma in „Avaya“ geändert. Das Unternehmen wurde bei der Integration in den Avaya-Konzern erheblich umgestaltet, unter anderem durch Gründung von Tochterfirmen, in die Unternehmensbereiche wie Montage und Service überführt wurden, Ausgliederung von Unternehmensteilen und durch weiteren Personalabbau. Mitte 2006 hatte Avaya europaweit 4500 Beschäftigte. Der Avaya-Sitz in Frankfurt am Main befand sich bis 2017 teilweise in den Gebäuden des ehemaligen Werks II von Telefonbau und Normalzeit an der Kleyerstraße, in dem sich nun ein Rechenzentrum befindet. Später wurde auf der gegenüberliegenden Seite der Kleyerstraße ein moderner Bürokomplex für das Unternehmen errichtet. Dieses Ensemble wurde 2013 aufgegeben und der Sitz in die Theodor-Heuss-Allee 112 verlagert, wo die Avaya GmbH & Co.KG bis heute angesiedelt ist.
Der Bürokomplex an der Kleyerstraße und das angrenzende Werksgelände an der Rebstöcker Straße standen anschließend mehrere Jahre leer. 2019 erwarb der Projektentwickler Instone Real Estate das gut 5 Hektar große Gelände und begann im gleichen Jahr mit dem Abriss des Bestands. Seitdem wird dort zunächst unter dem Namen Westville dann Franky ein Quartier mit rund 1340 Wohneinheiten und ergänzender Gewerbeinfrastruktur errichtet. Endinvestor ist die Bayerische Versorgungskammer.
Aktuell (Stand 2022) wird der Name „Tenovis“ von der Tenovis Direct GmbH, Babenhausen, verwendet, an der die Avaya German HoldCo GmbH mit 25,2 % beteiligt ist.

## Werbung
Dem Anspruch des Unternehmens entsprechend beschäftigte man seit den 1920er Jahren namhafte Gebrauchsgraphiker wie Max Bittrof, Walter Dexel und Carlos Tips. Über 70 Jahre erschien etwa jährlich eine Hauszeitschrift mit Fachartikeln, die technische Grundlagen und bemerkenswerte Installationen behandelten.
Das Unternehmen war das erste, das eine Produktplatzierung im Zweiten Deutschen Fernsehen unternahm: Das ZDF Sportstudio startete mit der Erkennungsmelodie und dem dunklen Bildschirm; beim Tusch erschien immer eine Telenorma-Uhr mit dem Rhombuslogo und den Buchstaben T und N übereinander, später versetzt nebeneinander. Als diese indirekte Werbung auffiel, wurde das TN-Logo mit dem ZDF-Logo überklebt, wie es heute jeder Fernsehzuschauer kennt.
An manchen Bahnhöfen findet man auch heute noch Uhrenanlagen mit dem Rhombus-Logo.

## Hinweise und Anmerkungen
1. ↑  Hessisches Wirtschaftsarchiv
2. ↑  Fallwähler im Museum
3. ↑  Börse Frankfurt, Posting auf Facebook vom 13.09.2019. Facebook, 13. September 2019, abgerufen am 13. September 2022.
4. ↑  Güterplatz: Hier entsteht ein teures und kompliziertes Wohnquartier. In: Frankfurter Neue Presse. 30. Mai 2018, abgerufen am 27. August 2022.
5. ↑  Peter Záboji: Aufbau abgeschlossen. In: manager-magazin.de. 30. Juli 2002, abgerufen am 12. April 2018.
6. ↑  Anke Pipke und Volker Thies: Zwei Besitzerwechsel in drei Tagen, immobilien-zeitung.de, 17. Oktober 2019
7. ↑  Volker Thies: Instones Franky wächst, immobilien-zeitung.de, 6. Juli 2023
8. ↑  Avaya German HoldCo GmbH Konzernabschluss zum Geschäftsjahr vom 01.10.2020 bis zum 30.09.2021. 20. Mai 2002, abgerufen am 27. August 2022.